# Спирин, Иван Тимофеевич
Ива́н Тимофе́евич Спи́рин (28 июля [9 августа] 1898 — 4 ноября 1960) — военный лётчик, участник Гражданской, Советско-финской и Великой Отечественной войн, командир 9-го гвардейского бомбардировочного авиационного корпуса, генерал-лейтенант авиации, доктор географических наук (1938), профессор (1938). Первый Герой Советского Союза среди коломенцев.

## Биография
Родился в городе Коломне Московской губернии. Русский. В детстве жил в селе Нижнее Хорошово Коломенского уезда. В армию направлен Коломенским военкоматом в 1918 году. Участник гражданской войны. До этого работал ремонтным и подсобным рабочим на станции Голутвин.

### До войны
С 1920 года был связан с авиацией. Работал аэрологом 2-го боевого отряда эскадры тяжёлых кораблей «Илья Муромец», затем начальником технической части авиационного отряда.
В 1925 году Спирин совершил первый полёт вне видимости земных ориентиров — по приборам и штурманским расчётам по маршруту Москва — Коломна. В том же году был совершён перелёт из Москвы в Пекин. В 1927 году Спирин участвовал в большом европейском перелёте, а через два года разыскивал потерпевших аварию американцев в Арктике.
В 1930 году окончил Качинское военное авиационное училище.
4—18 сентября 1930 года на самолётах Р-5 участвовал в групповом полёте по маршруту: Москва — Севастополь — Анкара — Тбилиси — Тегеран — Термез — Кабул — Ташкент — Оренбург — Москва. За 61 час 30 минут лётного времени было пройдено 10 500 километров. Все 6 участников экспедиции большого восточного перелёта были награждены орденами Красной Звезды. Спирину вручили орден за номером 9.
12—15 сентября 1934 года экипаж в составе командира М. М. Громова, инженера А. И. Филина и штурмана И. Т. Спирина на одномоторном самолёте АНТ-25, на борту которого были написаны буквы «РД» — рекорд дальности, совершил рекордный по дальности и продолжительности перелёт по замкнутому маршруту Москва — Рязань — Харьков протяжённостью 12 411 км за 75 часов. Перелёт был призван побить мировой рекорд французских пилотов Боссутро и Росси, которые в 1932 году на самолёте «Блерио» покрыли расстояние 10 601 километр. Трёхсуточный полёт благополучно завершился успехом. Экипаж установил новый мировой рекорд дальности — 12 411 километров, и всесоюзный рекорд продолжительности — 75 часов. М. М. Громову присвоили звание Героя Советского Союза, И. Т. Спирин и А. И. Филин были награждены орденами Ленина.
С января 1935 года флагманский штурман ВВС РККА, он же начальник 4-го отделения 1-го отдела Управления ВВС РККА. С февраля 1936 года — командир и военком НИИ ВВС РККА, с декабря — флагманский штурман экспедиций.
В 1937 году дважды участвовал в экспедициях на Северный полюс. Начальник аэронавигационного сектора НИИ ВВС комбриг Спирин в 1937 году был флаг-штурманом первой в мире воздушной экспедиции на Северный полюс. Полёт, начавшийся с Московского центрального аэродрома 22 марта, проходил в сложнейших метеорологических условиях и был успешно закончен 21 мая посадкой на льдину после того, как Спирин, сделав все необходимые расчёты, заявил: «Под нами полюс!» С самолёта на льдину были высажены четверо людей во главе с И. Д. Папаниным, которые затем несколько месяцев дрейфовали в Северном Ледовитом океане, занимаясь научной работой. За выполнение задания правительства и героизм в Северной экспедиции И. Т. Спирину было присвоено звание Героя Советского Союза.
С сентября 1938 года Спирин — начальник факультета авиаштурманов Военно-воздушной академии имени профессора Н. Е. Жуковского, доктор географических наук, профессор.
Участвовал в Советско-финской войне 1939—1940 годов, командовал боевой авиационной группой дальнего действия (140 самолётов) в составе ВВС 9-й армии. С сентября 1940 года — начальник 2-й Ивановской высшей школы штурманов.

### Во время войны
С началом Великой Отечественной войны И. Т. Спирин командовал авиационной группой ДД по обороне Москвы (всего до 200 самолётов). В 1941—1942 годах участвовал в обороне Москвы и нанесении бомбовых ударов по тылам противника. С марта 1942 года — начальник Высшей офицерской школы ночных экипажей ДА. За время войны школой, руководимой И. Т. Спириным, было выпущено около 1000 экипажей (до 4000 человек лётного состава различных специальностей). С октября 1944 года — командир 9-го гвардейского бомбардировочного авиационного корпуса, который входил в состав 18-й воздушной армии Ставки ВГК и выполнял специальные задания по перевозке людей и грузов с тыловых баз на передовые аэродромы войск 1, 2, 3-го Белорусского и 1, 2, 3-го Украинского фронтов.

Комкор Спирин за период боевых действий проявил высокое умение вождения авиационных частей в тяжёлых условиях наступательного боя, сумел организовать беспрерывное и чёткое управление авиационными частями в тесном взаимодействии с приданными средствами усиления.— Аттестация на командира корпуса Спирина И. Т.
Под командованием И. Т. Спирина 9-й гвардейский бомбардировочный авиационный корпус успешно справился с поставленными перед ним боевыми задачами. Некоторые части корпуса при перевооружении на новые типы самолётов были подготовлены к боевым действиям ночью и в сложных метеоусловиях. За проявленные мужество, умелое руководство авиационными частями и соединениями И. Т. Спирин был награждён орденом Отечественной войны 1-й степени.

### После войны

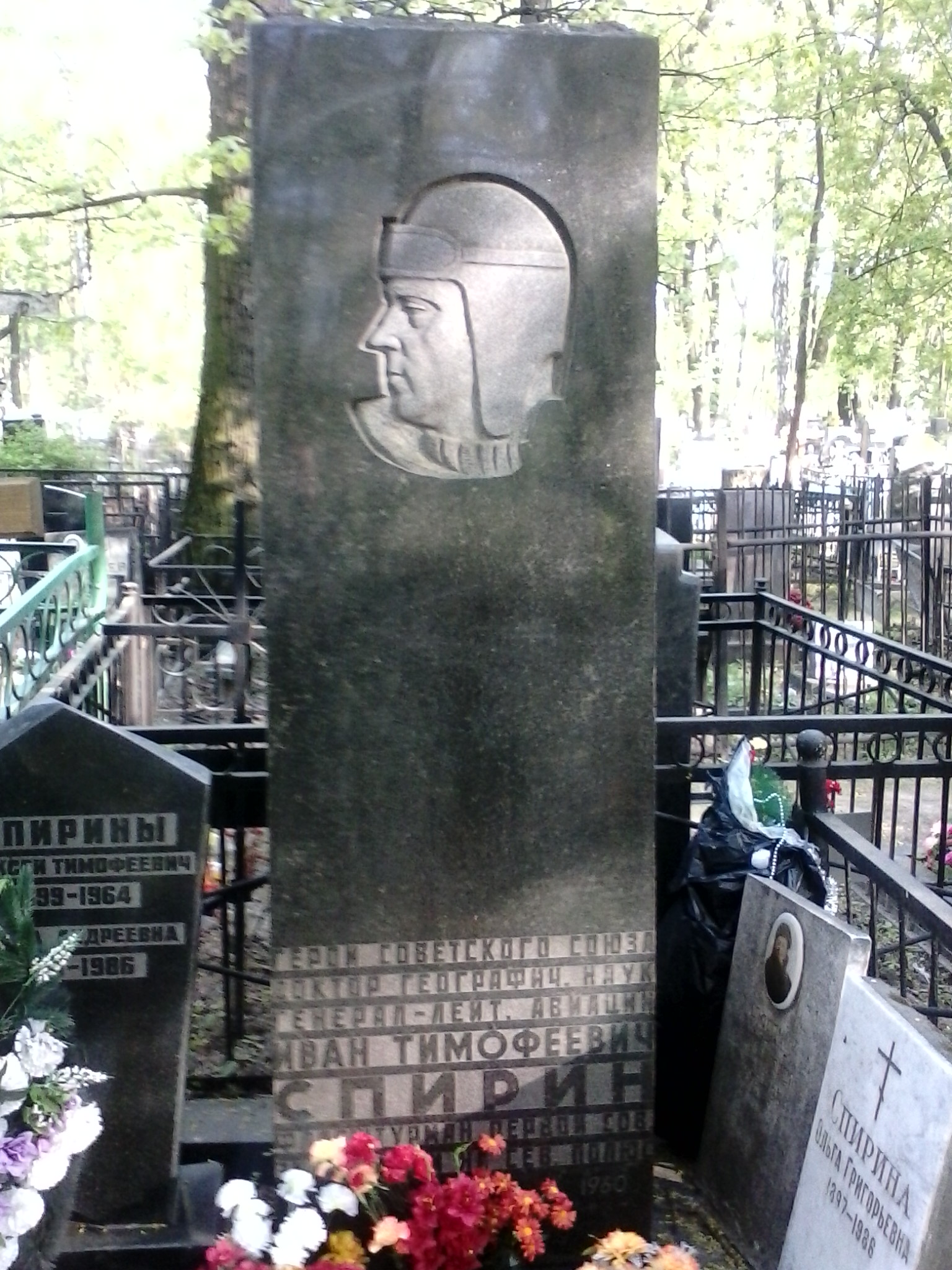
Могила Спирина на Введенском кладбище Москвы.

После войны до апреля 1948 года И. Т. Спирин был начальником 2-й Ивановской высшей школы штурманов и летчиков Авиации дальнего действия, затем окончил Высшие академические курсы при Высшей военной академии имени К. Е. Ворошилова. С мая 1949 года — начальник специального отделения (с февраля 1950 года — специального факультета) Военно-воздушной инженерной академии имени профессора Н. Е. Жуковского, с ноября 1952 года — заместитель начальника штурманского факультета академии.
С 1 июля 1955 года в отставке. Жил в Москве. Избирался делегатом XVIII съезда КПСС, депутатом Моссовета.
С 1957 по 1960 год — начальник военной кафедры МФТИ.
Награждён Золотой Звездой Героя Советского Союза, 3 орденами Ленина, 2 орденами Красного Знамени, орденами Отечественной войны 1 степени, Трудового Красного Знамени, двумя орденами Красной Звезды, медалями. Пять раз попадал в авиационные катастрофы: горел, падал, врезался в болото, но оставался жив, хотя ломал ногу, бедро, ключицу, рёбра. Спирин налетал около 9000 часов.
Похоронен на Введенском кладбище (участок № 25).

## Память
- Именем Спирина названы улицы в Коломне, Москве и Кагуле (Молдавия).
- В Коломне в Мемориальном парке установлен бюст Спирина.